# Osteobrama cotio
Osteobrama cotio es una especie de peces de la familia de los Cyprinidae en el orden de los Cypriniformes.

## Subespecie s
- Osteobrama cotio cotio Francis Buchanan-Hamilton, 1822
- Osteobrama cotio cunma (Day, 1888
- Osteobrama cotio peninsularis (Silas, 1952[1]

## Hábitat
Es un pez de agua salada.